# Amniscus
Amniscus is een kevergeslacht uit de familie van de boktorren (Cerambycidae). De wetenschappelijke naam van het geslacht werd voor het eerst geldig gepubliceerd in 1835 door Dejean.

## Soorten
Amniscus omvat de volgende soorten:
- Amniscus assimilis (Gahan, 1895)
- Amniscus praemorsus (Fabricius, 1793)
- Amniscus similis (Gahan, 1895)